# Welterbe im Vereinigten Königreich

Zum Welterbe im Vereinigten Königreich gehören (Stand 2024) 35 UNESCO-Welterbestätten, darunter 29 Stätten des Weltkulturerbes, fünf Stätten des Weltnaturerbes und eine gemischte Kultur- und Naturerbestätte. Die Stadt Bath ist zweifach auf der Liste eingetragen. Das Vereinigte Königreich hat die Welterbekonvention 1984 ratifiziert, die ersten sechs Welterbestätten wurden 1986 in die Welterbeliste aufgenommen. Die bislang letzten Welterbestätten wurden 2024 eingetragen. 2021 wurde Liverpool der Status des Welterbes entzogen. Es ist bereits die dritte Welterbestätte, die von der UNESCO-Liste gestrichen wurde.

## Karten
Mit 18 Stätten liegen die meisten Welterbestätten in England, vier davon allein im Verwaltungsgebiet Greater London. In Schottland liegen sechs und in Wales vier Stätten. Eine Stätte erstreckt sich sowohl durch England als auch Schottland (Grenzen des Römischen Reiches). Weiter liegen zwei Welterbestätten in Nordirland und jeweils eine auf den Bermudainseln, auf den Pitcairninseln, auf der Inselgruppe Tristan da Cunha und in Gibraltar.
| Durham Castle und Durham Cathedral |

| Ironbridge |

| Studley Royal Water Garden |

| Stonehenge |

| Avebury |

| Blenheim Palace |

| Bath |

| Kirchen in Canterbury |

| Saltaire |

| Derwent Valley Mills |

| Dorset und East Devon Coast |

| Bergbaulandschaft von Cornwall und West Devon |

| Lake District |

| Jodrell-Bank-Radioobservatorium |

| Durham Castle und Durham Cathedral |

| Ironbridge |

| Studley Royal Water Garden |

| Stonehenge |

| Avebury |

| Blenheim Palace |

| Bath |

| Kirchen in Canterbury |

| Saltaire |

| Derwent Valley Mills |

| Dorset und East Devon Coast |

| Bergbaulandschaft von Cornwall und West Devon |

| Lake District |

| Jodrell-Bank-Radioobservatorium |

| Westminster |

| Tower of London |

| Greenwich |

| Royal Botanic Gardens |

| Westminster |

| Tower of London |

| Greenwich |

| Royal Botanic Gardens |

| New Lanark |

| Edinburgh |

| St. Kilda (Schottland) |

| The Heart of Neolithic Orkney |

| Forth Bridge |

| Flow Country |

| New Lanark |

| Edinburgh |

| St. Kilda (Schottland) |

| The Heart of Neolithic Orkney |

| Forth Bridge |

| Flow Country |

| Beaumaris Castle |

| Caernarfon Castle |

| Conwy Castle |

| Harlech Castle |

| Blaenavon |

| Pontcysyllte-Aquädukt |

| Schieferlandschaft von Nordwestwales |

| Beaumaris Castle |

| Caernarfon Castle |

| Conwy Castle |

| Harlech Castle |

| Blaenavon |

| Pontcysyllte-Aquädukt |

| Schieferlandschaft von Nordwestwales |

| Giant’s Causeway |

| Gracehill |

| Giant’s Causeway |

| Gracehill |

| \| Saint George’s (Bermuda) \| |
| Welterbestätten auf Bermuda    |
| Saint George’s (Bermuda)       |

| Saint George’s (Bermuda) |

| \| Gorham-Höhle \|           |
| Welterbestätten in Gibraltar |
| Gorham-Höhle                 |

| Gorham-Höhle |

## Welterbestätten
Die folgende Tabelle listet die UNESCO-Welterbestätten im Vereinigten Königreich in chronologischer Reihenfolge nach dem Jahr ihrer Aufnahme in die Welterbeliste (K – Kulturerbe, N – Naturerbe, K/N – gemischt, (G) – auf der Liste des gefährdeten Welterbes).
| Bild                                                            | Bezeichnung                                                         | Jahr             | Typ | Ref. | Beschreibung |
| --------------------------------------------------------------- | ------------------------------------------------------------------- | ---------------- | --- | ---- | --- |
| (weitere Bilder)                                                | Die „Straße der Riesen“ (Giant’s Causeway) und ihre Küste (Lage)    | 1986             | N   | 369  | Der Giant’s Causeway (engl. für Damm des Riesen) soll einer irischen Legende zufolge von einem Riesen erbaut worden sein. Er besteht aus 40.000 Basaltsäulen, die aus dem Meer ragen und durch vulkanische Aktivität im Tertiär entstanden sind. |
| Burg und Kathedrale von Durham                                  | Burg und Kathedrale von Durham (Lage)                               | 1986             | K   | 370  | Durham Cathedral ist das „größte und schönste“ Beispiel für normannische Architektur in England und das Gewölbe der Kathedrale war Teil des Aufkommens der gotischen Architektur. Die Kathedrale beherbergt Reliquien von St. Cuthbert und Beda Venerabilis. Die normannische Burg Durham Castle war die Residenz der Fürstbischöfe von Durham. |
| Ironbridge-Schlucht                                             | Ironbridge-Schlucht (Lage)                                          | 1986             | K   | 371  | Ironbridge enthält Bergwerke, Fabriken, Arbeiterwohnungen, und die Verkehrsinfrastruktur, die in der Schlucht während der industriellen Revolution geschaffen wurde. Die Entwicklung der Produktion von Koks in der Region unterstützte die industrielle Revolution. Die Brücke über den Severn war die weltweit erste Brücke aus Eisen und beeinflusste Architektur und Technologie.                                                              |
| Königlicher Park von Studley mit den Ruinen von Fountains Abbey | Königlicher Park von Studley mit den Ruinen von Fountains Abbey     | 1986             | K   | 372  | Vor der Auflösung der englischen Klöster in der Mitte des 16. Jahrhunderts war Fountains Abbey eines der größten und reichsten Zisterzienserklöster in Großbritannien und ist eines der wenigen, die aus dem 12. Jahrhundert stammen und überstanden. Der spätere Garten, der die Abtei umfasst, besteht zu einem großen Teil in seiner ursprünglichen Gestaltung und beeinflusste die Gartengestaltung in Europa.                                 |
| Stonehenge                                                      | Stonehenge, Avebury und zugehörige Stätten                          | 1986             | K   | 373  | Die neolithischen Stätten von Avebury und Stonehenge sind zwei der größten und berühmtesten Megalith-Monumente der Welt. Zu den dazugehörigen Kultstätten gehören zum Beispiel Silbury Hill, Beckhampton Avenue und West Kennet Avenue. erweitert 2008 |
| Conwy Castle                                                    | Burgen und Stadtbefestigungen König Edwards I. in Gwynedd           | 1986             | K   | 374  | Während der Regierungszeit von Edward I. von England (1272–1307) wurde eine Reihe von Burgen in Wales mit dem Ziel der Unterwerfung der Bevölkerung und zur Errichtung englischen Kolonien erbaut. Das Weltkulturerbe umfasst viele Schlösser einschließlich Beaumaris Castle, Caernarfon Castle, Conwy Castle und Harlech Castle. Die Schlösser von König Edward I. gelten als Höhepunkt militärischer Architektur.                               |
| St Kilda                                                        | St Kilda                                                            | 1986, 2004, 2005 | K/N | 387  | Die Welterbe-Insel beherbergt einzigartige architektonische Zeugnisse aus historischer und prähistorischer Zeit. Sie ist seit über 2000 Jahren besiedelt. Viele Seevogelarten leben hier, darunter die weltweit größte Kolonie von Basstölpeln und bis zu 136.000 Paare von Papageitauchern. |
| Schloss Blenheim                                                | Schloss Blenheim                                                    | 1987             | K   | 425  | Blenheim Palace, die Residenz von John Churchill, 1. Herzog von Marlborough, wurde von den Architekten John Vanbrugh und Nicholas Hawksmoor entworfen. Der dazugehörige Park wurde von Capability Brown angelegt. Der Palast wurde errichtet, um den Sieg über die Franzosen im Spanischen Erbfolgekrieg zu feiern, und ist wichtig für die Abgrenzung der englischen romantischen Architektur von der französischen klassizistischen Architektur. |
| Palast und Abtei von Westminster mit Margarethenkirche          | Palast und Abtei von Westminster mit Margarethenkirche              | 1987             | K   | 426  | Die Welterbestätte war an der Verwaltung von England seit dem 11. Jahrhundert und später im Vereinigten Königreich beteiligt. Seit der Krönung von Wilhelm dem Eroberer wurden alle englischen und britischen Monarchen in der Westminster Abbey gekrönt. Der Palace of Westminster, die Heimat des britischen Parlaments, ist ein Beispiel für die Neugotik. St Margaret’s Church ist die Pfarrkirche des Parlaments.                             |
| (weitere Bilder)                                                | Stadt Bath                                                          | 1987             | K   | 428  | Von den Römern als Badeort gegründet, im Mittelalter ein wichtiges Zentrum der Wollindustrie und im 18. Jahrhundert Kurstadt, blickt Bath auf eine bewegte Geschichte zurück. Die Stadt ist bekannt für ihre römischen Ruinen und ihre palladianische Architektur. |
| Hadrianswall                                                    | Grenzen des Römischen Reiches                                       | 1987, 2008       | K   | 430  | Der Limes wurde in der römischen Kaiserzeit zur Verteidigung der Grenzen des Römischen Reichs angelegt. Der 122 n. Chr. erbaute Hadrianswall wurde 1987 in das Welterbe aufgenommen. Nach einer Erweiterung der Welterbestätte im Jahr 2005 um den Obergermanisch-Raetischen Limes in Deutschland kam 2008 der 142 n. Chr. erbaute Antoninuswall in Schottland dazu.                                                                               |
| Henderson-Insel                                                 | Henderson-Insel                                                     | 1988             | N   | 487  | Die Insel Henderson ist ein Atoll in der Inselgruppe der Pitcairninseln im Süden des Pazifischen Ozeans. Die Ökologie, die vom Menschen fast unberührt ist und ihre Isolation zeigt die Dynamik der Evolution. Es gibt zehn Pflanzen- und vier einheimische Tierarten auf der Insel. |
| Tower von London                                                | Tower von London                                                    | 1988             | K   | 488  | Der Tower of London wurde 1066 von Wilhelm dem Eroberer während der normannischen Eroberung Englands erbaut und ist ein Symbol der Macht und ein Beispiel normannischer Militärarchitektur in ganz England. Die Erweiterungen unter Heinrich III. und Edward I. im 13. Jahrhundert machten den Tower zu einem der einflussreichsten Gebäude seiner Art in England.                                                                                 |
| Kathedrale von Canterbury                                       | Kathedrale, Abtei St. Augustin und St. Martins-Kirche in Canterbury | 1988             | K   | 496  | Die St. Martin’s Church ist die älteste Kirche in England. Die Kirche und die Abtei St. Augustinus wurden in den frühen Phasen der angelsächsischen Christianisierung gegründet. Die Kathedrale von Canterbury weist romanische und gotische Architektur auf und ist der Sitz der Church of England. |
| Alt- und Neustadt von Edinburgh                                 | Alt- und Neustadt von Edinburgh                                     | 1995             | K   | 728  | Die Altstadt von Edinburgh wurde im Mittelalter gegründet, die Neustadt entwickelte sich in der Zeit von 1767 bis 1890. Die Form und die Architektur der neuen Stadt, die von Koryphäen wie William Chambers und William Playfair entworfen wurde, beeinflusste den europäischen Städtebau im 18. und 19. Jahrhundert. |
| Gough Island                                                    | Inseln Gough und Inaccessible                                       | 1995, 2004       | N   | 740  | Zusammen bewahren die Inseln Gough und Inaccessible in der Inselgruppe Tristan da Cunha im Südatlantik ein von Menschen fast unberührtes Ökosystem mit vielen einheimischen Arten von Pflanzen und Tieren. 1995 wurde zunächst die Insel Gough in das Welterbe aufgenommen, 2004 kam Inaccessible hinzu. |
| Das maritime Greenwich                                          | Das maritime Greenwich                                              | 1997             | K   | 795  | Neben dem ersten Beispiel palladianischer Architektur in England, sowie Werken von Christopher Wren und Inigo Jones, ist die Gegend von Greenwich bekannt für das Royal Observatory, wo das Verständnis von Astronomie und Navigation entwickelt wurden. |
| Skara Brae                                                      | Herz des neolithischen Orkney                                       | 1999             | K   | 514  | Eine Gruppe neolithischer Stätten, deren Zweck von der Besiedlung bis zum Kult reichte. Dazu gehören die Siedlung von Skara Brae, die Grabkammer von Maes Howe, die Steinkreise von Stenness und der Ring von Brodgar. |
| Historische Stadt St. George mit Festungsanlagen (Bermudas)     | Historische Stadt St. George mit Festungsanlagen (Bermudas) (Lage)  | 2000             | K   | 983  | Das 1612 gegründete St. George’s ist die älteste durchgängig bewohnte englische Siedlung in der Neuen Welt und ein Beispiel für die planmäßige Stadtgründung der Kolonialmächte im 17. Jahrhundert. Die Befestigungsanlagen zeigen Verteidigungstechniken, die vom 17. bis zum 20. Jahrhundert entwickelt wurden. |
| Industrielandschaft Blaenavon                                   | Industrielandschaft Blaenavon                                       | 2000             | K   | 984  | Im 19. Jahrhundert war Wales der größte Eisen- und Kohleproduzent der Welt. Blaenavon ist ein Beispiel für eine Landschaft, die durch die mit der Produktion dieser Materialien verbundenen industriellen Prozesse entstanden ist. Die Stätte umfasst Steinbrüche, öffentliche Gebäude, Arbeiterwohnungen und eine Eisenbahnlinie. |
| Saltaire                                                        | Saltaire (Lage)                                                     | 2001             | K   | 1028 | Saltaire wurde vom Mühlenbesitzer Titus Salt als Modelldorf für seine Arbeiter gegründet. Die Welterbestätte, zu der auch Salts Mill gehört, stellte den Bewohnern öffentliche Gebäude zur Verfügung und ist ein Beispiel für die Sozialfürsorge von Unternehmern im 19. Jahrhundert. |
| Küste von Dorset und Ost-Devon                                  | Küste von Dorset und Ost-Devon                                      | 2001             | N   | 1029 | Die Felsen an der Küste von Dorset und Devon sind eine bedeutende Fossilienfundstätte und bieten eine kontinuierliche Dokumentation des Lebens an Land und im Meer in der Region seit 185 Millionen Jahren. |
| Die Spinnereien in Derwent Valley                               | Die Spinnereien in Derwent Valley (Lage)                            | 2001             | K   | 1030 | Die Derwent Valley Mills waren die Geburtsstätte des Fabriksystems; die Innovationen im Tal, einschließlich der Entwicklung von Arbeitersiedlungen wie Cromford und Maschinen wie die Waterframe, spielten eine wichtige Rolle in der Industriellen Revolution. Die Derwent Valley Mills beeinflussten Nordamerika und Europa. |
| New Lanark                                                      | New Lanark                                                          | 2001             | K   | 429  | Nach dem Vorbild des von Richard Arkwright im Derwent Valley entwickelten Fabriksystems wurde die Gemeinde New Lanark gegründet, um die in den Mühlen beschäftigten Arbeiter unterzubringen. Der Philanthrop Robert Owen kaufte das Land und verwandelte es in eine Modellgemeinde mit öffentlichen Einrichtungen, Bildungsstätten und unterstützenden Fabrikreformen.                                                                             |
| Königliche Botanische Gärten in Kew                             | Königliche Botanische Gärten in Kew (Lage)                          | 2003             | K   | 1084 | Die Gärten von Kew wurden 1759 von Charles Bridgeman, William Kent, Capability Brown und William Chambers angelegt. Sie dienten dem Studium der Botanik und Ökologie und förderten das Verständnis für diese Themen. |
| Bergbau-Landschaft von Cornwall und West-Devon                  | Bergbau-Landschaft von Cornwall und West-Devon                      | 2006             | K   | 1215 | Die Zinn- und Kupferminen in Devon und Cornwall erlebten ihre Blütezeit im 18. und 19. Jahrhundert, zwei Drittel des weltweiten Kupfers wurden hier produziert. Die in Devon und Cornwall entwickelten Techniken und Technologien für den Untertagebau werden heute noch weltweit eingesetzt. |
| Pontcysyllte-Aquädukt und Kanal                                 | Pontcysyllte-Aquädukt und Kanal (Lage)                              | 2009             | K   | 1303 | Das Aquädukt wurde gebaut, um den Ellesmere-Kanal über das Dee-Tal zu führen. Das während der Industriellen Revolution fertiggestellte und vom schottischen Architekten Thomas Telford entworfene Aquädukt zeigt die innovative Verwendung von Guss- und Schmiedeeisen und beeinflusste das Bauwesen weltweit. |
| Die Forth Bridge                                                | Die Forth Bridge (Lage)                                             | 2015             | K   | 1485 | Die Forth Bridge ist eine Eisenbahn-Auslegerbrücke über den Firth of Forth (Mündung des Flusses Forth) in Schottland. Sie wurde 1890 eröffnet und ist noch heute in Betrieb. Sie setzte neue Maßstäbe in Design, Baumaterial und Größe und ist ein Meilenstein des Brückenbaus aus einer Zeit, in der die Eisenbahn den Fernverkehr über Land dominierte.                                                                                          |
| Höhlenkomplex von Gorham                                        | Höhlenkomplex von Gorham (Lage)                                     | 2016             | K   | 1500 | Die Gorham-Höhle in Gibraltar gilt als bedeutende archäologische Fundstätte, da sie in der Steinzeit über Jahrtausende von Neandertalern bewohnt wurde. |
| Der englische Lake District                                     | Der englische Lake District                                         | 2017             | K   | 422  | Der Lake District ist ein 2172 km² großer Nationalpark im in der Grafschaft Cumbria im Nordwesten Englands, rund 130 km von Manchester entfernt. Die Berg- und Seenlandschaft wird von den Cumbrian Mountains dominiert, in der die höchsten Erhebungen Englands liegen. In diesem Gebiet liegt mit dem Windermere auch der größte natürliche See Englands.                                                                                        |
| Jodrell-Bank-Observatorium                                      | Jodrell-Bank-Observatorium (Lage)                                   | 2019             | K   | 1594 | Das Radioobservatorium hatte bedeutende wissenschaftliche Auswirkungen auf die Erforschung von Meteoren und des Mondes, die Entdeckung von Quasaren, die Quantenoptik und die Nachverfolgung von Raumfahrzeugen. Bei seiner Fertigstellung 1957 war das Lowell-Teleskop das größte Radioteleskop der Welt. |
| (weitere Bilder)                                                | Bedeutende Kurstädte Europas (Lage)                                 | 2021             | K   | 1613 | Grenzübergreifendes Welterbe gemeinsam mit Belgien, Deutschland, Frankreich, Italien, Österreich und Tschechien; enthält aus dem Vereinigten Königreich den Kurort Bath mit den einzigen heißen Quellen in England. Bath ist bereits seit 1987 eine eigenständige Welterbestätte und somit doppelt gelistet. |
| Altes Schiefersteinhaus in Wales                                | Schieferlandschaft von Nordwestwales (Lage)                         | 2021             | K   | 1633 | Die Schieferlandschaft im Nordwesten von Wales veranschaulicht den Wandel, den die industrielle Schiefergewinnung und der Bergbau in der traditionellen ländlichen Umgebung der Berge und Täler des Snowdon-Massivs bewirkten. Während der Industriellen Revolution (1780–1914) war das Gebiet ein industrielles Zentrum für die Schieferproduktion.                                                                                               |
| Siedlungen der Herrnhuter Brüdergemeine                         | Siedlungen der Herrnhuter Brüdergemeine (Lage)                      | 2024             | K   | 1468 | Die 2015 in das Weltkulturerbe aufgenommenen Siedlung Christiansfeld in Dänemark wurde um die Gemeinde Herrnhut in Sachsen, dem Ursprung der Herrnhuter Brüdergemeine (englisch: Moravian Church), Bethlehem in Pennsylvania und Gracehill in Nordirland erweitert. Erfüllte Kriterien für Weltkulturerbe: iii., iv. |
| Flow Country                                                    | Flow Country (Lage)                                                 | 2024             | N   | 1722 | Das Flow Country in Caithness und Sutherland im Norden Schottlands gilt als das größte Niedermoorgebiet der Welt. Zusammen mit den angrenzenden Heideflächen und offenen Gewässern ist es als Lebensraum und für eine Vielzahl seltener und ungewöhnlicher Brutvögel von internationaler Bedeutung. Erfülltes Kriterium für Weltnaturerbe: ix. |

### Als Welterbe gestrichene Stätten
| Bild                             | Bezeichnung                      | Jahr      | Typ   | Ref. | Beschreibung |
| -------------------------------- | -------------------------------- | --------- | ----- | ---- | --- |
| Historische Hafenstadt Liverpool | Historische Hafenstadt Liverpool | 2004–2021 | K (G) | 1150 | Im 18. und 19. Jahrhundert war Liverpool einer der größten Häfen der Welt. Für die Aufrechterhaltung seiner weltweiten Verbindungen war das britische Empire auf den Hafen angewiesen, der bis zur Abschaffung der Sklaverei 1807 ein wichtiger Hafen für den Sklavenhandel und Ausgangspunkt für die Auswanderung nach Nordamerika war. Die Docks waren der Ort für Innovationen im Bau- und Dockmanagement. Aufgrund irreversibler Bauprojekte in der Kernzone des Welterbes wurde die Stätte 2021 von der Welterbeliste gestrichen. |

## Tentativliste
In der Tentativliste sind die Stätten eingetragen, die für eine Nominierung zur Aufnahme in die Welterbeliste vorgesehen sind.

### Aktuelle Welterbekandidaten
Derzeit (2024) sind fünf Stätten in der Tentativliste des Vereinigten Königreichs eingetragen, die letzte Eintragung erfolgte im September 2023. Die folgende Tabelle listet die Stätten in chronologischer Reihenfolge nach dem Jahr ihrer Aufnahme in die Tentativliste.
| Bild                                                                           | Bezeichnung                                                                    | Jahr | Typ | Ref. | Beschreibung |
| ------------------------------------------------------------------------------ | ------------------------------------------------------------------------------ | ---- | --- | ---- | --- |
| Die Stadt York: historischer urbaner Kern                                      | Die Stadt York: historischer urbaner Kern                                      | 2023 | K   | 6687 | York ist eine historisch bedeutsame englische Stadt, die seit 2000 Jahren ununterbrochen bewohnt ist und während eines Großteils dieser Zeit die zweitgrößte englische Stadt nach London war. |
| Birkenhead Park, der wegweisende Volkspark                                     | Birkenhead Park, der wegweisende Volkspark                                     | 2023 | K   | 6688 | Der Birkenhead Park befindet sich in der Stadt Birkenhead auf der Halbinsel Wirral in North West England. Die vorgeschlagene Stätte umfasst die ursprüngliche Parklandschaft (44 ha), die acht Lodges des Parks und eine Auswahl von Wohngebäuden aus der Mitte des 19. Jahrhunderts. |
| Ostatlantische Flugroute: Englands Feuchtgebiete an der Ostküste               | Ostatlantische Flugroute: Englands Feuchtgebiete an der Ostküste               | 2023 | N   | 6689 | Die englische Ostküste ist weltweit von großer Bedeutung für wandernde Wasservögel und für ihre zusammenhängenden und äußerst vielfältigen Küstenfeuchtgebiete. Diese ausgedehnten Küstenfeuchtgebiete beherbergen mehr als 155 verschiedene Vogelarten, von denen die meisten entlang der Ostatlantischen Flugroute (OAF) von der Arktis bis nach Südafrika ziehen. |
| Little Cayman Marineparks und Schutzgebiete                                    | Little Cayman Marineparks und Schutzgebiete                                    | 2023 | N   | 6690 | Der Kaimangraben ist die tiefste Stelle der Karibik. An seinem nördlichen Rand liegt der Kaimanrücken, der sich von der Sierra Maestra in Kuba bis zum Golf von Honduras erstreckt. Auf diesem Rücken liegen die drei Kaimaninseln, die vor langer Zeit durch die Reibung zwischen der nordamerikanischen und der karibischen Erdplatte aufgeworfen wurden: Grand Cayman, Cayman Brac und Little Cayman. |
| Mousa, Old Scatness und Jarlshof: der Zenit der eisenzeitlichen Shetlandinseln | Mousa, Old Scatness und Jarlshof: der Zenit der eisenzeitlichen Shetlandinseln | 2023 | K   | 6691 | Mousa, Old Scatness und Jarlshof sind drei archäologische Stätten auf den Shetlandinseln, die einen tiefen Einblick in das Leben der Eisenzeit bieten. Mousa ist bekannt für seinen gut erhaltenen, 2000 Jahre alten Broch (ein massiver runder Steinturm); Old Scatness zeigt die Entwicklung großer Rundhäuser und die allmähliche Integration der Pikten; und Jarlshof ist international bekannt für seine Darstellung des Übergangs von der Eisenzeit/piktischen Periode zur Wikingerzeit. Der Kandidat stand bereits 2012 auf der Tentativliste. |

### Ehemalige Welterbekandidaten
Diese Stätten standen früher auf der Tentativliste, wurden jedoch wieder zurückgezogen oder von der UNESCO abgelehnt. Stätten, die in anderen Einträgen auf der Tentativliste enthalten oder Bestandteile von Welterbestätten sind, werden hier nicht berücksichtigt.
| Bild                                                       | Bezeichnung                                                       | Jahr      | Typ | Ref. | Beschreibung |
| ---------------------------------------------------------- | ----------------------------------------------------------------- | --------- | --- | ---- | --- |
| Kathedrale und Bischofspalast von St Davids                | Kathedrale und Bischofspalast von St Davids (Lage)                | 1987–1987 | K   | 424  | Die Kathedrale von St Davids in Wales gehört zu den ältesten erhaltenen Anlagen dieser Art in ganz Großbritannien. Sie ist die letzte größere Kirche im normannischen Stil in Großbritannien. Der ehemalige Bischofspalast ist nur noch als Ruine erhalten. Das Ensemble war vollständig von einer Mauer umgeben, von der nur noch ein Tor erhalten ist. |
| Eklektizistische Stätten von Lough Erne                    | Eklektizistische Stätten von Lough Erne (Lage)                    | 1987–1987 | K   | 427  | Die Nominierung von Lough Erne wurde 1987 abgelehnt, da es bessere Beispiele für den Eklektizismus gibt. |
| SS Great Britain                                           | SS Great Britain                                                  | 1988–1988 | K   |      | 1988 abgelehnt, da es nicht den Kriterien entspricht. |
| Menai- und Conwy-Brücke                                    | Menai- und Conwy-Brücke                                           | 1988–1988 | K   |      | Die Menai Suspension Bridge (Lage) ist eine 1826 fertiggestellte Kettenbrücke zwischen der Insel Anglesey und dem Festland von Wales. Die Conwy Railway Bridge (Lage) ist eine 1846 bis 1848 gebaute Eisenbahnbrücke über den Fluss Conwy im Norden von Wales. Sie war die erste selbsttragende, schmiedeeiserne Hohlkastenbrücke.                       |
| Navan Fort                                                 | Navan Fort                                                        | 1988–1989 | K   | 490  | 1989 abgelehnt |
| Cambridge Colleges und The Backs                           | Cambridge Colleges und The Backs                                  | 1989–1989 | K   |      | The Backs ist ein Areal in Cambridge beidseitig des Flusses Cam, in dem mehrere Colleges der University of Cambridge angesiedelt sind. Die Bewerbung wurde vertagt, da ein zu kleines Gebiet nominiert wurde. |
| Anegada                                                    | Anegada                                                           | 1995–1996 | N   |      | Anegada ist die nördlichste Insel und die einzige Koralleninsel der Britischen Jungferninseln |
| The Baths                                                  | The Baths                                                         | 1995–1996 | N   |      | The Baths ist ein Gebiet mit ungewöhnlichen geologischen Formationen im Südwesten von Virgin Gorda, der drittgrößten der Britischen Jungferninseln |
| Legionärsfestung Caerleon                                  | Legionärsfestung Caerleon                                         | 1995–1996 | K   |      | Isca Silurum im heutigen Dorf Caerleon war ein römisches Legionslager des 1. bis 4. Jahrhunderts. |
| Chatsworth House                                           | Chatsworth House                                                  | 1995–1996 | K   |      | Chatsworth House ist ein englisches Landschloss in Derbyshire, das seit dem 16. Jahrhundert ununterbrochen von der Familie der Dukes of Devonshire bewohnt wird. |
| Cregneash, Isle of Man                                     | Cregneash, Isle of Man                                            | 1995–1996 | K   |      | Dorf im Südwesten der Isle of Man |
| St. Patrick Isle (Peel Castle), Isle of Man                | St. Patrick Isle (Peel Castle), Isle of Man                       | 1995–1996 | K   |      | Peel Castle ist die Ruine einer Wikingerburg auf der Gezeiteninsel St. Patrick’s Isle vor der Westküste der Isle of Man |
| Lacock                                                     | Lacock                                                            | 1995–1996 | K   |      | Dorf östlich von Bath in der englischen Grafschaft Wiltshire |
| Stourhead                                                  | Stourhead                                                         | 1995–1996 | K   |      | Landhaus mit Landschaftsgarten bei Stourton in Wiltshire |
| Festungen von Gibraltar                                    | Festungen von Gibraltar                                           | 1996–2012 | K   | 697  | Befestigungsanlagen auf der Halbinsel Gibraltar |
| Manchester und Salford                                     | Manchester und Salford                                            | 1999–2012 | K   | 1316 | Die Stadt Salford schließt sich direkt an der Großstadt Manchester an. Die Stätte umfasste Zeugnisse der Industriellen Revolution, darunter Ancoats, Castlefield und Worsley |
| The New Forest                                             | The New Forest                                                    | 1999–2012 | N   | 1318 | Naturpark in Hampshire und Wiltshire im Süden Englands. |
| Great Western Railway: Paddington - Bristol                | Great Western Railway: Paddington - Bristol                       | 1999–2012 | K   | 1319 | umfasst ausgewählte Bauwerke der 1838 eröffneten Bahnstrecke zwischen dem Bahnhof Paddington in London und Bristol |
| Shakespeare’s Stratford                                    | Shakespeare’s Stratford                                           | 1999–2012 | K   | 1321 | Stratford-upon-Avon ist der Geburts- und Sterbeort von William Shakespeare. |
| Cairngorm Mountains                                        | Cairngorm Mountains                                               | 1999–2012 | N   | 1322 | Berggruppe der Grampian Mountains im Nordosten von Schottland. |
| Mount-Stewart-Gärten                                       | Mount-Stewart-Gärten                                              | 1999–2012 | K   | 1327 | Gärten eines Herrenhauses im nordirischen County Down. |
|                                                            | Fountain Cavern, Anguilla                                         | 1999–2012 | K   | 1328 | Fountain Cavern gilt als die bedeutendste indianische Stätte auf der Karibikinsel Anguilla |
| The Wash und die Küste von North Norfolk                   | The Wash und die Küste von North Norfolk                          | 1999–2012 | N   | 1336 | umfasst The Wash, Mündungsbecken (Ästuar) mehrerer Flüsse, und die benachbarte Küste des Districts North Norfolk |
| Schieferindustrie von Nordwales (Bangor University)        | Schieferindustrie von Nordwales (Bangor University)               | 2012–2020 | K   | 5678 | Bangor University war Teil der Nominierung der Schieferindustrie von Wales und wurde aus der Nominierung gestrichen. Sie ist daher nicht im Welterbe Schieferlandschaft von Nordwestwales enthalten. |
| Chatham Dockyard und die dazugehörende Verteidigungsanlage | Chatham Dockyard und die dazugehörende Verteidigungsanlage (Lage) | 2012–2023 | K   | 5670 | Chatham Dockyard war ein vom 16. bis 20. Jahrhundert genutzter Schiffbauplatz an der Mündung des Medway. |
| Creswell Crags                                             | Creswell Crags                                                    | 2012–2023 | K   | 5671 | Creswell Crags ist eine Kalksteinschlucht im zentralen Hochland von England, in der sich Zeichen der Nutzung seit rund 40.000 bis 60.000 Jahren finden. |
| Darwins Labor                                              | Darwins Labor                                                     | 2012–2023 | K   | 5672 | |
| Insel St. Helena                                           | Insel St. Helena (Lage)                                           | 2012–2023 | N   | 5675 | |
| Das Doppelkloster von Monkwearmouth und Jarrow             | Das Doppelkloster von Monkwearmouth und Jarrow                    | 2012–2023 | K   | 5681 | |
| Turks- und Caicosinseln                                    | Turks- und Caicosinseln (Lage)                                    | 2012–2023 | N   | 5682 | |